# Acronicta steinerti
Acronicta steinerti là một loài bướm đêm trong họ Noctuidae.